# Hōjō Takatoki
Hojo Takatoki (2 de desembre, 1r any de l'era Kagen (9 de gener de 1304), - (22 de maig de 1333 (4 de juliol, de 1333), va ser el cap de la família Tokuso del clan Hojo durant el final del període Kamakura. El 14è regent del shogunat de Kamakura (en el càrrec: 1316-1326). El tercer fill del 9è regent, Hojo Sadatoki.

## Biografia
Naixement i arribada a la majoria d'edat

Va néixer com el tercer fill d'Hojo Sadatoki. Encara que era el tercer fill, era el fill gran de facto, ja que el seu germà gran Kikujumaru i el seu segon germà Kinjumaru van morir joves.
Va arribar a la majoria d'edat als set anys el 1309 (el segon any de l'era Enkei) (Crònica de Kamakura). Fins al moment no s'han trobat documents històrics que proporcionin informació detallada sobre aquesta cerimònia, però els detalls de les cerimònies de la majoria d'edat dels anteriors caps de la família Tokuso, Hojo Yasutoki, Hojo Tsunetoki, Hojo Tokimune i Tokimune, es poden trobar a l'Azuma Kagami, i el del seu pare, Hojo Sadatoki, es pot creure que és el Kenjide Cessors, la cerimònia de la majoria d'edat es va celebrar probablement al palau del shogunat, amb el shogun (aleshores el príncep imperial Morikuni) com a pare de leboshi.
A la cerimònia de la majoria d'edat, una persona sovint rebria el nom del seu pare (un personatge del seu nom real), però com es pot veure pel nom "Takatoki", sembla que no va rebre el nom del shogun (un personatge del nom del príncep imperial Morikuni, ja sigui "Mamoru" o "Kuni"). No hi havia cap dels seus contemporanis (o de rang superior) que utilitzés el caràcter "taka", i la investigació ha suggerit que va ser modelat després de Taira no Takamochi (el príncep Takamochi), que es diu que era el seu avantpassat. Originalment, Shigeo Hosokawa va proposar aquesta teoria {Nota n. 2} però no la va presentar en cap document ja que no tenia proves. Tanmateix, Tomohiko Tsunoda l'ha recolzat amb proves. Hosokawa va escriure al seu llibre que durant el regnat d'Hojo Tokimune (l'avi de Takatoki), per tal d'afirmar la legitimitat del sistema de govern polític de la família Tokuso, va néixer i va fer circular una llegenda que comparava el seu avantpassat, Hojo Yoshitoki, amb Takeuchi no Sukune, el marit de Taira (no Yoshitoki ) i el marit de Sadatoki va tenir una relació inseparable amb Tokimune, pot haver demanat a Taira no Sukemori que prengués el cognom (un caràcter del nom) del seu segon fill, Sukemune (també escrit com a Sukemune), per tal de millorar l'estatus de la seva pròpia família Si aquesta manera de pensar és possible, llavors és possible que Tokimune li demanés de manera semblant a Taira no Sadam que pres el surnom de Sakitō no Saira. damori per prendre el cognom del seu fill gran, i això A més, Kakuta ha expressat l'opinió que durant l'època de Sadatoki i Takatoki, el patró de Shogun que atorgava la part del seu nom al seu vassall no existia, {nota n. 3} i que el patró en què el personatge "Sada" del nom de Sadatoki, el cap de la família Tokuso, i el personatge "Taka" vassall es va establir a partir d'aquest període de Taka els noms dels vassalls, i que això es pot llegir com un signe que el poder dels Tokuso s'havia establert.

## Successió al capdavant familiar i nomenament al càrrec de regent
El 1311, quan tenia 9 anys, el seu pare, Sadatoki, va morir. Quan Sadatoki va morir, va nomenar el sogre de Takatoki, Tokiaki Adachi, i el kanrei intern (cap regent), Enki Nagasaki, com a guardians del jove Takatoki. Després d'això, Takatoki va servir com a shogun interí durant tres generacions, {Nota n. 4} i el 1316, es va convertir en el 14è shogun, als 14 anys, la mateixa edat que el seu pare. En aquella època, el fill gran d'Enki, Nagasaki Takasuke, estava guanyant poder.
Takatoki va ordenar al deixeble de Nichiren, Nichio, que ja havia mort, que mantingués un debat amb les diverses sectes del palau, però com que Nichio era vell, va tenir el seu deixeble Nichiin (1264-1328) debat en el seu lloc entre el 20 de desembre de 1318 i el 13 de setembre de 1315 (Takatoki 1, 19, 15 de setembre), debats, coneguts com els Debats del Palau de Kamakura (enregistrats pel seu deixeble Nissei). El shogun en aquell moment era el príncep imperial Morikuni, que també era el shogun imperial. Com a resultat, Nichiin va derrotar a totes les diverses sectes i a Takatoki se li va permetre estendre la secta Daimoku.
Durant el seu mandat, hi va haver incidents d'activitats viles a diverses províncies, una rebel·lió dels Emishi a Oshu i la rebel·lió del clan Ando. El 1324, l'emperador Go-Daigo va conspirar per enderrocar el shogunat a Kyoto durant l'incident de Shochu, però el complot va ser frustrat pels Emperadors Tannodai i els apropats de l'Emperador Roku, Dahara i Daigo, va ser exiliat a l'illa de Sado, i els que estaven implicats en el complot també van ser castigats.

## Des del moment en què es va retirar del càrrec fins als seus últims dies
El 13 de març de 1326, a causa d'una malaltia, va dimitir del seu càrrec de regent a l'edat de 24 anys i es va convertir en monjo (prenent el nom budista Sukan). Va sorgir una agitació per la successió, amb el clan Nagasaki donant suport a Kanazawa Sadaaki com a candidat interí fins que el fill de Takatoki, Kunitoki, va créixer, i el clan Adachi, inclòs Takatoki i la mare Ensei, donant suport al germà petit de Kanazawa, Yasuie Dissuie (el Karei Disurbance). El dia 16, Sadaaki va ser investit com a regent, però a causa de la forta oposició de Yasuie i el clan Adachi, va dimitir deu dies després el 26, i la situació es va resoldre quan Akahashi Moritoki va prendre el relleu el 24 d'abril. Es diu que el rerefons d'aquesta agitació va ser un feu entre el clan Nagasaki, que donava suport a Kunitoki, el fill il·legítim de Taishogun Takatoki, i el clan Adachi, que donava suport a Yasuie, germà de Takatoki, ja que l'esposa de Takatoki era del clan Adachi, fins al naixement d'un fill legítim. També s'ha assenyalat que Takatoki no volia que el seu germà petit Yasuie es convertís en regent perquè hi havia la possibilitat que la línia directa es canviés i els seus propis descendents no poguessin heretar el nom de la família Tokuso.
Takatoki es va recuperar més tard de la seva malaltia, però el 1331 es va descobrir que el mateix Takatoki va negar qualsevol implicació i es va escapar, però els seus col·laboradors, inclòs Nagasaki Takayori, van ser exiliats. A l'agost, l'emperador Go-Daigo va tornar a conspirar per enderrocar el shogunat i es va refugiar al mont Kasagi, i quan va esclatar la rebel·lió de Genkō a Kawachi, en la qual Kusunoki Masashige va aixecar un exèrcit, va enviar tropes per enderrocar-lo, i el març de l'any següent, el 1332, va executar novament el seu exèrcit d'Emperador Oki-Daigo, i altres. El nou emperador va ser l'emperador Kogon de la línia Jimyoin.
Quan l'emperador Go-Daigo va escapar d'Oki i va aixecar un exèrcit a Funakamiyama a la província d'Hoki al febrer intercalar de 1333, el shogunat va enviar a Nagoshi Takaie del clan Hojo i Ashikaga Takauji (Takauji), el cap dels vassalls de la província de Shimotsuto per suprimir les forces anti-occidentals de Shimotsuke a la província de Hojo. A l'abril, Takaie va ser assassinat per les forces d'Akamatsu Norimura (Enshin), i Takauji va canviar de bàndol a l'emperador Godaigo i va capturar el Rokuhara Tandai el 7 de maig. El 8 del mateix mes, a la regió de Kanto, Nitta Yoshisada, vassall de la província de Kozuke, va aixecar un exèrcit, va derrotar repetidament les forces del shogunat i va avançar cap a Kamakura. El 18 de maig, l'exèrcit Nitta va envair Kamakura. Va morir als 31 anys (29 anys).

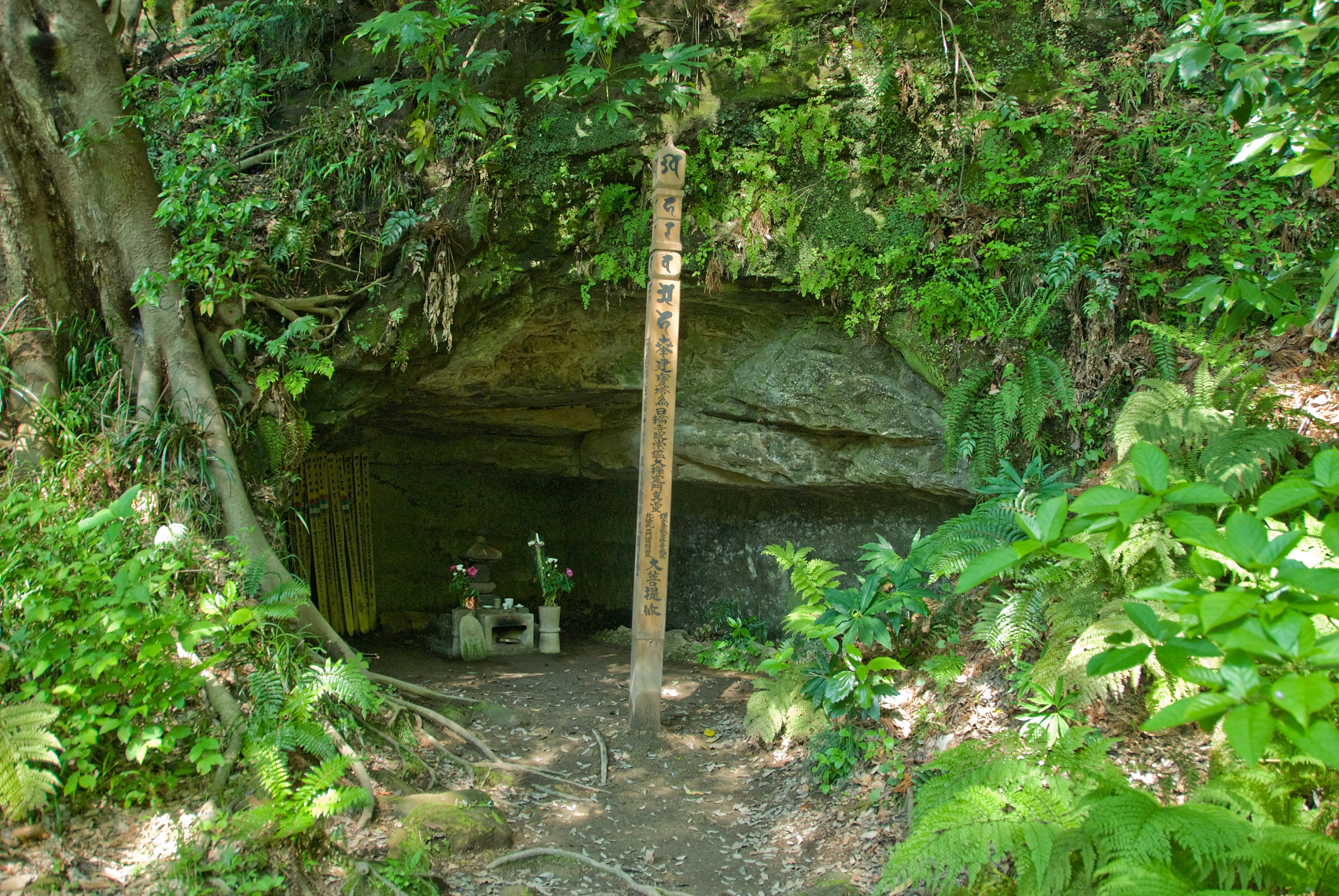
La torre de tall del ventre Hojo Takatoki a la part posterior de les ruïnes del temple Tosho-ji

## Tokusui Daigongen
Després de la caiguda del shogunat Kamakura, l'emperador Godaigo li va atorgar el títol diví de "Tokusu Daigongen" i està consagrat com un déu al temple Hokaiji. El 22 de maig, el dia que va caure el shogunat de Kamakura, es celebren el Tokusui Daigongen-kai i el Daihannya Sutra Tendoku-kai per commemorar Takatoki. Una estàtua d'Hojo Takatoki, consagrada a la sala Tokusu Daigongen al recinte del temple, es porta a la sala principal en un palanquí (la cerimònia "Tokusu Daigongen-kai") i es fa una "sessió de recitació del Sutra Daihannya". El nom oficial del Gran Prajnaparamita Sutra és el Gran Prajnaparamita Sutra, i consta de 600 volums que van ser portats de l'Índia pel sacerdot Tripitaka. Un cop finalitzada la recitació, l'estàtua de Takatoki és retornada a la Sala Gongendo.

## Persona

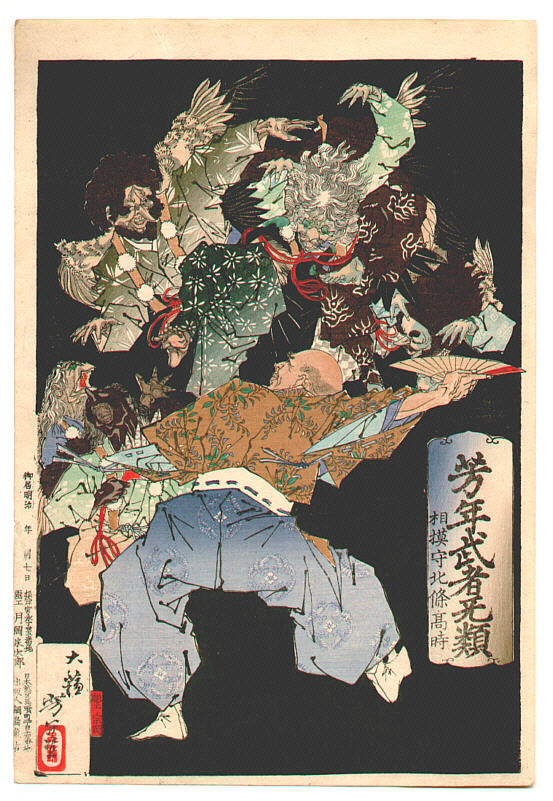
Hojo Takatoki sent enganyat per un Karasu Tengu (del "Yoshitoshi Musha Burai" de Tsukioka Yoshitoshi)

En discos posteriors com el clàssic "Taiheiki", "Masukagami", "Hōryakumanki" i "Kamakura Kyudaiki", se'l sol representar com un tirà que es va dedicar a les seves aficions i va provocar el caos al govern del shogunat, i aquesta tendència també es va veure des de la historiografia del període Medoji fins a la historiografia del període Edoji. Fins i tot els llibres de text d'història japonesa de l'època de Taisho, que fan referència a les descripcions del Taiheiki, el retraten com un tirà que es va lliurar a les baralles de gossos i al dengaku, i que va descuidar els assumptes governamentals.
El Taiheiki inclou un episodi en què Takatoki balla amb alegria a la vista de l'estrella del dimoni, mentre que Fujiwara no Nakanobu prediu la caiguda del shogunat de Kamakura, ja que és un presagi de mala fortuna per al país. A més, el llibre registra que quan el primer regent, Hojo Tokimasa, que va construir els fonaments del clan, es va retirar a Enoshima, Benzaiten va atorgar a Tokimasa la protecció del clan Hojo durant set generacions, assegurant-ne la seguretat, i que aquesta protecció va acabar durant el regnat del pare de Takatoki, qui era el regent i cap de Sada. El Taiheiki afirma que la caiguda del shogunat de Kamakura va ser natural, ja que Takatoki era ximple i la protecció dels Enoshima Benzaiten també havia cessat.
El "Hōryaku Manki" descriu Takatoki com "un home amb una personalitat molt depravada, de manera que fins i tot assumir el poder com a shogun hauria estat difícil", i "no tenia una identitat real". Els documents de Kanazawa Bunko deixats pel seu parent, Kanazawa Sadaaki, també posen l'accent en la seva mala salut i ens donen una visió de les emocions dels que l'envolten mentre s'alegraven i desesperaven pel seu estat. A més, la carta de Sadaaki també diu: "A part del dengaku, no tinc res més a fer", la qual cosa suggereix que sens dubte era un aficionat del dengaku. Es creu que la raó de la seva constitució fràgil és que es va casar amb un membre de la família Adachi, que es remunta al seu avi, Tokimune, i fins i tot al seu besavi, Tokiuji, com a esposa legal. De fet, la seva dona també era del clan Adachi. A més, el " Nijogawara Graffiti" afirma que "no es diu que les baralles de gossos i el dengaku hagin estat coses que van morir a la regió de Kanto", la qual cosa suggereix que l'amor de Takatoki per les baralles i el dengaku de gossos ha estat considerat un dels factors que van portar a la caiguda del shogunat Kamakura des de la seva caiguda. Pel que fa al dengaku, el shogunat va intervenir en la selecció d'intèrprets de dengaku al Todaiji Tegakai l'any 1330, fet que va provocar la ira de Nara, i va ser una de les raons per les quals Takatoki era mal considerat a dengaku.
En el cas del seu pare, Sadatoki, tenia 14 anys quan el seu pare Tokimune va morir, així que sabia que el seu pare es va dedicar als afers governamentals. Després de prendre el poder real als 23 anys després de la rebel·lió de Heizenmon, es va dedicar als afers governamentals i va establir la dictadura del regent. A l'edat de 3 anys, i es va convertir en alcohòlic, a més, va morir quan Takatoki tenia 9 anys, així que es pot dir que Takatoki no va poder aprendre política del seu pare. A més, quan Takatoki va succeir al capdavant de la família, el shogunat estava dirigit "d'una manera formal (segons el precedent i segons la forma)" per un grup de persones liderades pel cercle íntim de Nagasaki Enki i altres membres de la família del shogun, inclòs Adachi Tokiaki, que era un parent per matrimoni, i altres membres del clan Hojo que havien estat la branca més alta de la família Hojo una posició nominal, igual que el shogun, com a resultat, Takatoki no tenia espai per prendre un paper principal, i no s'esperava que ho fes. D'altra banda, Takatoki també estava en relacions amistoses amb monjos zen com Muso Soseki, i estava familiaritzat amb les pintures budistes. Se sap que va pintar un retrat del seu mestre zen, Nanzan Shiun.
El Masukagami també escriu que Takatoki era un home malaltís i que, tot i que actuava com a governant de Kamakura, sovint era distret quan tenia bona salut, de vegades es dedicava a la dengaku (música tradicional japonesa) i a les baralles de gossos. També va escriure que va començar a gaudir del dengaku i les baralles de gossos després de retirar-se del poder el 1326. S'ha assenyalat que les descripcions del Taiheiki contenen més exageracions malicioses que les d'altres obres com Masukagami. Es diu que la imatge de Takatoki representada al Taiheiki va ser creada per l'emperador Godaigo i els seus seguidors, que havien aconseguit enderrocar el shogunat, ja que van denunciar i donar a conèixer la mala gestió del shogunat Kamakura.
A la nova obra de Kabuki "Hojo Kudaimeika no Isaosi", comunament coneguda com "Takatoki", escrita per Mokuami i representada per primera vegada al "Saruwakaza Theatre" de Tòquio el novembre de 1884 (Meiji 17), Ichikawa Danjuro IX va retratar l'altiva, solitaria i estúpida de Takatoki, que es va convertir en una imatge interior molt realista i estúpida d'una perspectiva extremadament realista el tirà Takatoki en obres creatives avui. En els darrers anys, potser influenciat pel drama històric de la NHK "Taiheiki" (amb Kataoka Tsurutarou interpretant a Takatoki) i el manga "Wind's Gravestone" (publicat per Akita Publishing) de Seiko Yuguchi, el personatge ha arribat a ser retratat com a malaltís i transpira una sensació de buit.

## Genealogia
- Pare: Hojo Sadatoki
- Mare: Kakukai Ensei...filla d'Adachi Yasumune
- Esposa: filla d'Adachi Tokiaki
- Esposa: Tokoha no Mae... germana de Godain Muneshige (a l'arbre genealògic Hojo a "Keizu Sanyo", apareix com a filla de Muneshige).
  - Home: Hojo Kunitoki
- Dona: Segon lloc
- Mare biològica desconeguda
  - Fill: Hojo Tokiyuki Plantilla:Efn2
  - Dones[19]
  - Dones[19]

## Biografia
Data en calendari lunar

- Nascut el 2 de desembre de 1304 (el primer any de l'era Kagen). (1 any segons l'edat japonesa)
- Va arribar a la majoria d'edat el 21 de gener de 1309 (Enkei 2). (6 anys)
- El 17 de gener de 1311 (el primer any de l'era Ocho), va ser nomenat com a magistrat del Shojidokoro del Shogunat. El 23 de juny, va ser ascendit al rang de Cinquè Grau Júnior i nomenat Comandant en Cap Esquerra de Cavalls. (9 anys)
- El 5 de gener de 1316 (Showa 5), va ser ascendit a Cinquè Grau Junior. Nyogen, cap de cavalls de l'esquerra. El 13 de gener també va assumir el càrrec de governador de Tajima. Va esdevenir regent el 10 de juliol. (14 anys)
- El 10 de març de 1317 (el primer any de Bunpo), va ser traslladat al càrrec de Sagami no Kami i també va ocupar els càrrecs de Saemon Gonno Kami i Tajima Gonno Kami. El 27 de març va dimitir com a governador de Tajima. El 19 d'abril va ascendir a Cinquè Grau Júnior. Sagami no Kami i el ministre en cap d'esquerra Norimoto. A l'abril del mateix any, va ascendir a quart rang júnior. (15 anys)
- El gener de 1319 (Bunpo 3), va ser traslladat a Shurigon-daibu (viceministre en cap de reparacions). També va exercir com a comandant de cavalls en cap de l'esquerra. Al febrer, va dimitir com a Saemon Gonnosuke. (17 anys)
- El 13 de març de 1326 (3r any de Shochu), esdevingué monjo. Es diu Shokan. (24 anys)
- El 22 de maig de 1333 (3r any de Genkō / 2n any de Shōkei), es va suïcidar. (30 anys, mort als 29 anys)
- 20 de maig de 1366 (5è any de l'era Joji), atorgat el rang de quart rang júnior (Moroshiki, entrada per al mateix dia)

Materials de referència: Hojo Tokimasa i els guardians posteriors (propietat de l'Institut historiogràfic, Universitat de Tòquio), Cròniques de Kamakura (materials històrics revisats i revisats), Era Imperial Fundadora de Kanto i Registres cronològics (propietat de la Universitat de Tòquio)

## Persones que van rebre el sobrenom
S'ha assenyalat en un document que durant el regnat de Takatoki, el sistema d'atorgament del caràcter "taka" als vassalls ordinaris estava vigent (vegeu més amunt Naixement i arribada a la majoria d'edat), i es creu que les persones següents s'ajusten a aquesta descripció.
Clan Hojo
Daibutsu Takanobu ( net de l'11è regent, Hojo Munenobu ) [ 2 ] [ 6 ] [ 22 ]
Daibutsu Takanao (germà petit de Takanobu) [ 22 ]
Takamasa Kikaku
Takaie Nagoshi [ 23 ]

## altres
- Takayoshi Ashikaga[20][21]
- Ashikaga Takauji[21][22] {Nota n. 6} (germà petit de Takayoshi, més tard conegut com Ashikaga Takauji (que va canviar el seu nom a Emperador Go-Daigo (Takaharu)
- Takakuni Ashikaga[21][23] (germà petit de Takayoshi i Takauji, més tard conegut com a Tadayoshi Ashikaga)
- Ashikaga Takatsune (Shiba Takatsune)
- Takakage Adachi (cunyat de Takatoki)
- Takatsuna Utsunomiya[24] (més tard conegut com Kimitsuna Utsunomiya)
- Koichi Oda[22] (més tard canviat a Haruhisa Oda)
- Takatomo Koyama[22][25] (més tard conegut com Hidetomo Koyama)
- Institut Ogasawara
- Takayoshi Kasai
- Takashige Kawagoe[22]
- Takakage Kudo (clan Kudou)[26]
- Godaiin Takashige (Muneshige)
- Tokinobu Sasaki (Tokinobu Rokkaku)[22]
- Takashi Sasaki (Doyo Sasaki (Kyōgoku)/Doyo)[22][27]
- Kiyotaka Sasaki[22]
- Takasada Sasaki (Takasada Shioji)[22]
- Takamune Ojo (Clan Ojo)
- Takatane Chiba[28]
- Takafuyu Nagai[22] (més tard conegut com Ikuto Nagai)
- Takahiro Nagai[22] (fill de Sadashige Nagai)
- Settsu Takachika
- Settsu Sadataka
- Nagasaki Takatsuna (Masaki)[29] {nota n. 7}
- Nagasaki Takayori
- Takasuke Nagasaki[30]
- Nagasaki Takamasa
- Nagasaki Takashige
- Takakuni Hatakeyama
- Takamasa Totsugi (el clan Totsugi)[31]
- Takatsugu Miura (clan Miura de Sagami)
- Yuki Choko (més tard conegut com a Yuki Chosuke)[32]

## Títols relacionats
novel·la

- Takahashi Naoki, "The Final Days of Hojo Takatoki" (inclòs a "The Kamakura Disturbance" Bungeishunju/Bunshun Bunko, 1996)

Drama televisiu

- Taiheiki (drama de la NHK Taiga, 1991, interpretat per Tsurutaro Kataoka)
- Hojo Tokimune (drama de la NHK Taiga, 2001, interpretat per Yosuke Asari)

còmics

- Seiko Yuguchi, Sèrie d'històries de somnis: Làpida del vent (Akita Publishing, 1989-1991)
- Hirofumi Sawada "Mountain Bandit King" (Kodansha, 2000-2009)
- Matsui Yusei, "El príncep que fuig" (Shueisha, 2021-)